# Злой дух Ямбуя (фильм)
«Злой дух Ямбу́я» — советский художественный фильм 1977 года, поставленный режиссёром Борисом Бунеевым по одноимённой повести Григория Федосеева. Лидер кинопроката 1978 года.
Премия Джека Лондона за лучший художественный фильм на I МКФ фильмов об Арктике в Дьепе (Франция).

## Сюжет
События фильма происходят в конце 1940-х годов в малодоступных районах Восточной Сибири. Во время геодезических исследований в одной из экспедиций один за другим исчезают 3 человека — Петрик, Ефименко и Быков. План экспедиции под угрозой срыва. Коллеги отправляются на поиски пропавших. Все исчезновения происходили неподалёку от гольца Ямбуй. Через некоторое время они встречаются с племенем эвенков, где им рассказывают всяческие истории про Ямбуй и бродящего там злого духа. От местных жителей Григорий Федосеев также узнаёт, что кроме геодезистов ранее пропали два эвенка.
В дальнейшем выясняется, что в районе Ямбуя объявился медведь-людоед. Рискуя собой, пожилой эвенк Карарбах и Федосеев ведут поиски «злого духа».

## Реальное местоположение
Голец Ямбуй находится на северной оконечности Станового хребта чуть выше слияния рек Саргаканда и Идюм в Аяно-Майском районе Хабаровского края — 55°54′05″ с. ш. 131°17′53″ в. д..

## В ролях
| Актёр               | Роль                                                        |
| ------------------- | ----------------------------------------------------------- |
| Юрий Заборовский    | начальник геодезической партии Григорий Анисимович Федосеев |
| Ольга Ензак         | старуха эвенкийка Лангара                                   |
| Родна Ешонов        | старик эвенк Карарбах                                       |
| Филимон Сергеев     | радист Павел (озвучил Владимир Меньшов)                     |
| Владимир Круглов    | геодезист Цыбин                                             |
| Александр Кавалеров | геодезист Степан                                            |
| Николай Куваченок   | проводник эвенк Илья                                        |
| Николай Дмитриев    | проводник эвенк Долбачи                                     |
| Зинаида Пикунова    | женщина эвенкийка Сулакикан                                 |
| Юрий Максимов       | мальчик эвенк Тыкулча                                       |

## Производство
Съёмки проводились летом и осенью 1977 года в окрестностях села Иенгра Нерюнгринского района Якутии. В съёмках фильма участвовали оленеводы эвенкийского совхоза «Золотинка».

## Съёмочная группа
- Автор сценария и режиссёр: Борис Бунеев
- Операторы: Александр Гарибян, Николай Пучков, Анатолий Гришко
- Художник: Ольга Беднова
- Композитор: Евгений Геворгян